# ユーリャ・ボルコワ

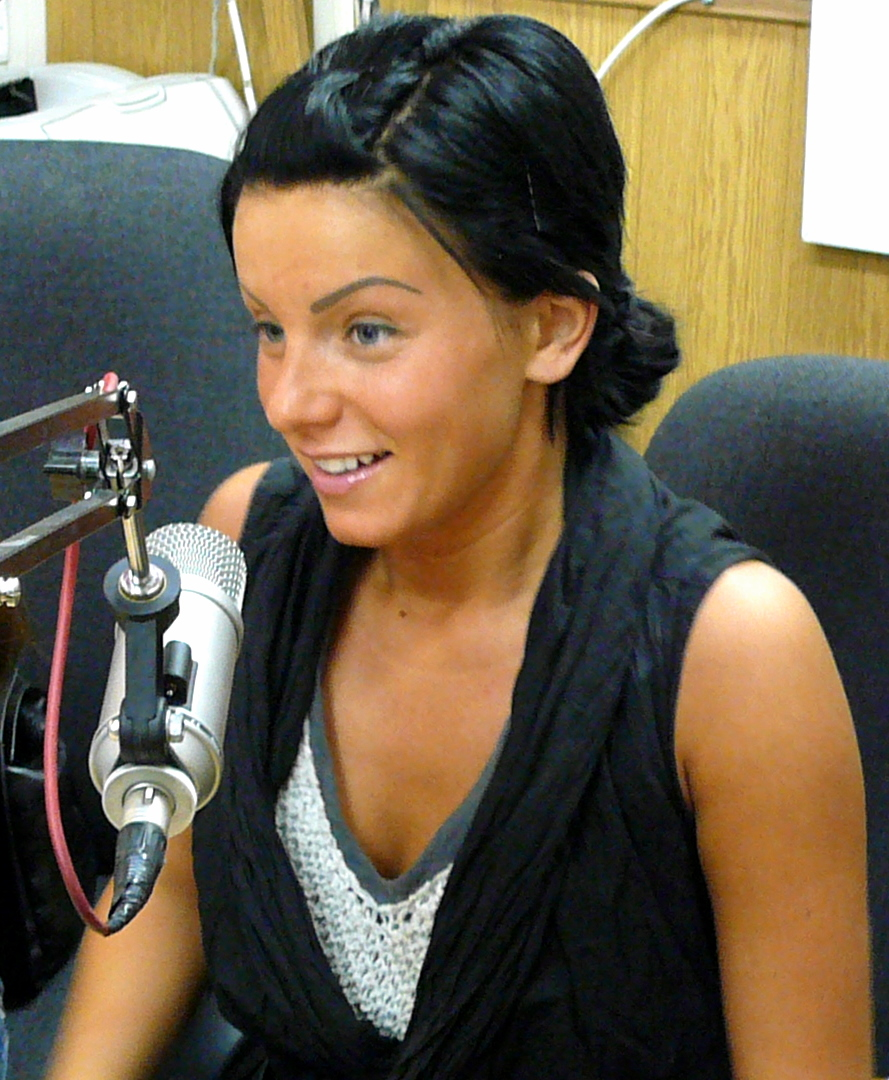
ユーリャ・ボルコワ（2008年）

ユーリャ・ボルコワ（ロシア語:Юлия Олеговна Волкова〈ユーリヤ・アリェーガヴナ・ヴォールカヴァ〉、ラテン文字表記: Yulia Olegovna Volkova, 1985年2月20日 - ）は、リェーナ・カーチナとともにロシアのデュオt.A.T.u.のメンバーの1人である。ユーリャ（Юля）の愛称で呼ばれる。身長157cm。
日本のメディアでは英語風に「ジュリア・ヴォルコヴァ」とも表記される。

## 概要
ボルコワはモスクワで、中流階級の家庭の一人っ子として生まれた。父のオレグ・ボルコフはビジネスマン、母のラリッサ・ボルコワは美容師であった。6歳の時、ボルコワは音楽学校に入学し、ピアノを習い始めた。9歳の時に、後にリェーナと出会うことになる児童合唱団"Neposedi"に加入した。
11歳の時にタレント養成学校に転校し、3年後には"Neposedi"を脱退してt.A.T.u.のメンバーとなった。彼女自身は、不品行によって"Neposedi"を首になったと語っているが、"Neposedi"の代表者はこれを否定し、彼女は単に規定の年齢に達したため卒業しただけだと語っている。
2003年2月、17歳のボルコワはモスクワの病院で妊娠中絶したと報じられた。ボルコワは、後に2003年のドキュメント映画"Anatomy of t.A.T.u."の中でこれを認めている。2004年5月、ボルコワは、長年のボーイフレンドだったPavel (Pasha) Sidorovとの間に子供ができたことを発表した。Sidorovには既に妻と娘がいたため、この発表は大きな議論を呼んだ。ボルコワは2004年9月23日、モスクワで娘のViktoria Pavlovna Volkovaを出産した。彼女はそれ以来Sidorovと連絡を取っていない。
Sidorovと別れると、ボルコワがSmash!!のメンバーのVlad Topalovと結婚するという噂や、ラッパーのTimatiと付き合っているという噂が流れた。
ボルコワは、ビジネスマンのParviz Yasinovと付き合ってた時期もある。2人は結婚し、夫に合わせてイスラム教に改宗するという報道もなされたが、公式サイトはこれを否定している。2007年6月頃には、ボルコワは2人目の子供を妊娠しているということが報道された。その後2007年12月27日、ボルコワはモスクワで、Samと名づけられた男児を出産した。2人は、将来結婚するつもりであると述べていた。
2008年6月5日、ボルコワが病気に罹ったため、6月19日から予定されていたt.A.T.u.のコンサートが中止された。公式サイトは病気の詳細について明らかにしていないが、メディアは彼女が産後うつにかかったか、唇を拡張する整形手術を行ったと推測している。6月19日、ブログ上でリェーナから"Yulia's better"というコメントが出され、その直後にボルコワは活動を再開した。

### 声帯嚢胞
2004年初め、t.A.T.u.の2枚目のアルバムの収録中にボルコワの声がでなくなり、声帯嚢胞と診断された。2004年10月に嚢胞の除去手術が行われた。

### 同性愛嫌悪発言

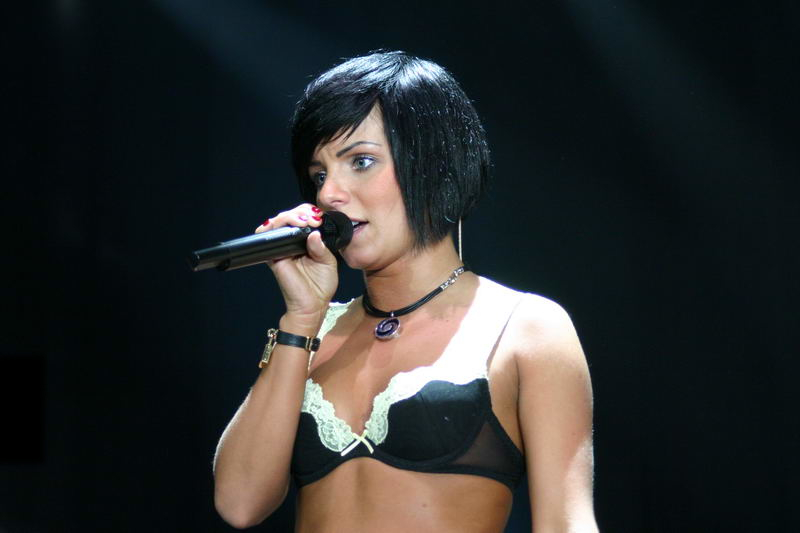
ユーリャ・ボルコワ

2014年9月、ウクライナのゲーム番組「Lie Detector」に出場したボルコワは、同性愛者の男性に対して非常に同性愛嫌悪的と思われる発言をした。番組の司会者が、ボルコワの息子が同性愛者であったらを非難するかと尋ねたところ、ボルコワは、「ええ、私は息子を非難するでしょう。やはり、本当の男は本当の男でなければならないと信じているからです。オカマになる権利は男性にはありません」と答えた。またボルコワは「女の子同士で一緒にいることと、男性同士で一緒にいることは同じではありません。レズビアンの方が審美的にはずっと素敵に見えるような気がします」とも語った。また、彼女は「同性愛者に反対」しているわけではなく、「殺人者や泥棒、麻薬中毒者よりはマシ」だと述べている。しかしながら、男性の同性愛に対する彼女の見解は、SNS上で怒りを呼び、彼女が極めて偽善的で偏った見方をしているとみなされた。t.A.T.u.の元メンバーであるリェーナ・カーチナは、「神様は私たちに、愛の中で生きること、寛容であること、そして他人を裁かないことを教えてくださっています。そして私はそうしています。愛は愛であり、それは素晴らしい感情です。誰もが自由に好きな人を愛し、人生を共にしたい人と一緒にいるべきだと思います」と反応した。

### 2021年9月ロシア下院選立候補
2021年4月、ボルコワは、2021年9月のロシア下院選にイヴァノヴォの代表候補として、ロシアにおける同性愛宣伝禁止法を制定した統一ロシア党から立候補することを発表し、ファンを失望させた。